# Melittobia
Melittobia — рід перетинчастокрилих комах родини евлофід (Eulophidae).

## Поширення
Рід поширений по всьому світі.

## Спосіб життя
Паразитоїди комах. Личинки розвиваються у пупаріях перетинчастокрилих, двокрилих, твердокрилих і лускокрилих. Вони демонструють внутрішньостатевий та міжстатевий диморфізм: самці сліпі та нелітаючі, а самиці мають дві форми — з довгими крилами та з короткими крилатими. 95 % потомства складають самиці. Самці розвиваються з незаліднених яєць (арренотокія), живуть у межах гнізда комахи-господаря, де запліднюють самиць. Самиці з короткими крилами відкладають яйця у лялечки в межах того гнізда, де народилися самі. Самиці з довгими крилами можуть мандрувати у пошуках нових гнізд для відкладання своїх яєць.

## Види
Виділяють такі види:
- Melittobia acasta (Walker, 1839)
- Melittobia assemi Dahms, 1984
- Melittobia australica Girault, 1912
- Melittobia bekiliensis Risbec, 1952
- Melittobia chalybii Ashmead, 1892
- Melittobia clavicornis (Cameron, 1908)
- Melittobia digitata Dahms, 1984
- Melittobia evansi Dahms, 1984
- Melittobia femorata Dahms, 1984
- Melittobia hawaiiensis Perkins, 1907
- Melittobia megachilis (Packard, 1864)
- Melittobia scapata Dahms, 1984
- Melittobia sosui Dahms, 1984